# Maivajärvi (sjö i Kuusamo, Norra Österbotten, Finland)
Maivajärvi eller Maivojärvi är en sjö i Finland. Den ligger i kommunen Kuusamo i landskapet Norra Österbotten, i den nordöstra delen av landet, 700 km norr om huvudstaden Helsingfors. Maivajärvi ligger 255,2 meter över havet. Den är 3,52 meter djup. Arean är 1,3 kvadratkilometer och strandlinjen är 7,04 kilometer lång. Sjön  ingår i Koundaälvens huvudavrinningsområde. 